# Кона Цекура
Ко̀на Мариго̀ Цеку̀ра (на гръцки: Κώνα Μαριγώ Τσεκούρα) e гръцка учителка и деятелка на Гръцката въоръжена пропаганда.

## Биография
Родена е в 1842 година. Учи в Солунското гръцко девическо училище. В 1865 година се жени за полигиросеца Георгиос Цекурас, бивш офицер от дворцовата охрана на крал Отон I, изпратен в 1854 година да организира въстанието в Халкидики. След смъртта на мъжа си Кона е назначена за учителка в Солун, където преподава до 1917 година. Активистка е на Солунското благотворително женско общество. Кона Цекура е единствената жена членка на гръцкия халкидически революционен комитет.
Умира в Солун в 1922 година.